# Christian Imbert
Pour les personnes ayant le même patronyme, voir Imbert.
Christian Imbert, né le 22 septembre 1937 à Paris et mort le 15 octobre 1998 à Ballancourt-sur-Essonne, est un physicien français.

## Biographie
Christian Imbert fait ses études d'ingénieur à SupOptique dont il est diplômé en 1963. Il y prépare ensuite une thèse pour le diplôme de docteur-ingénieur, portant sur l'étude de la réflexion diffuse dans l'infra-rouge.
Il est le père de Patrick Imbert, l'actuel président-directeur général d’Essonne Aménagement et élu de ce même département.
Devenu maître-assistant dans cette même école, il entame des recherches fondamentales afin d'observer expérimentalement l'effet inertiel du spin du photon. Pour cela il réalise une expérience démontrant que dans le cas de la réflexion totale, si le faisceau incident est polarisé circulairement, le rayon réfléchi subit un décalage transverse dz, dépendant du signe de la polarisation, en plus du décalage longitudinal dx démontré en 1947 par Goos et Hänchen. À la suite des résultats de ses travaux, il obtient le doctorat ès sciences en 1970 et est nommé chargé de cours puis maître de conférences.
Il crée un nouveau groupe de recherche au sein de l'Institut d'optique théorique et appliquée (SupOptique), baptisé Laboratoire d'expériences fondamentales en optique. En 1974, avec Olivier Costa de Beauregard, il propose à Alain Aspect d'y étudier expérimentalement le paradoxe d'Einstein-Podolsky-Rosen. En 1976, il est nommé professeur puis directeur-adjoint en 1979 et enfin directeur général en 1984, poste qu'il occupa jusqu'à sa mort en 1998.
Christian Imbert joua un rôle très actif dans la création en 1983 de la Société française d'optique, qu'il présida de 1989 à 1991, et de la Société européenne d'optique en 1991. Il obtint la médaille d'argent du CNRS.
Il fut par ailleurs maire de Ballancourt-sur-Essonne de 1982 à sa mort (un parc de la commune porte maintenant son nom) et président de l’Union des maires de l’Essonne.